# Tim Klüssendorf

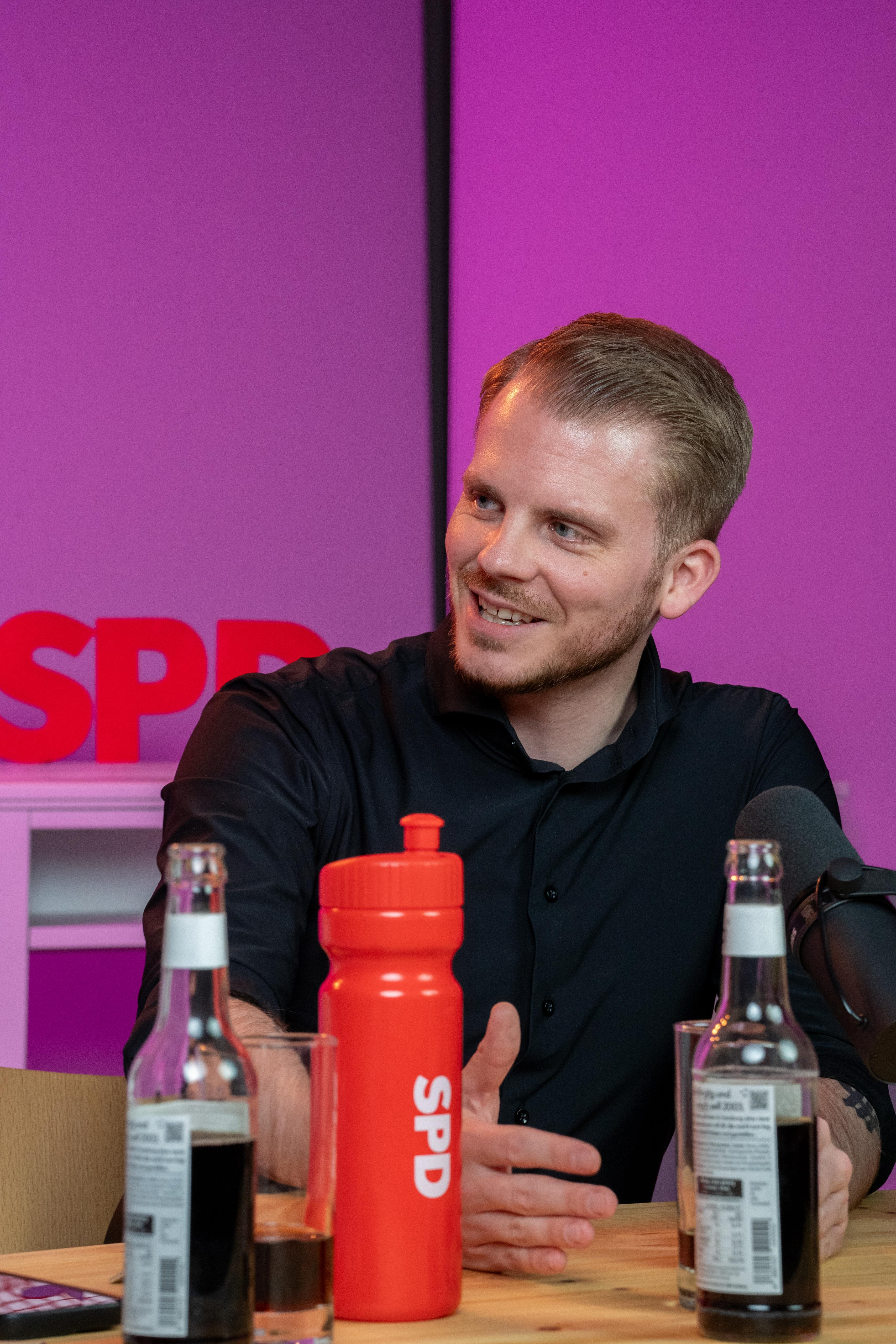
Tim Klüssendorf im Livestream der SPD im Mai 2025

Tim Klüssendorf (* 16. August 1991 in Lübeck) ist ein deutscher Politiker (SPD). Seit 2021 ist er Mitglied des Deutschen Bundestages und seit 2024 Sprecher der Parlamentarischen Linken in der SPD-Bundestagsfraktion. Seit 2025 ist er Generalsekretär der SPD.

## Leben
Klüssendorf stammt aus einer Lübecker Handwerkerfamilie. Nach dem Abitur an der Ernestinenschule machte er einen Bundesfreiwilligendienst beim Lübecker Jugendring. Danach studierte er Volkswirtschaftslehre an der Universität Hamburg und schloss mit dem Bachelor ab. Es folgte ein Masterstudium in Betriebswirtschaftslehre mit dem Abschluss Master of Science.
Vor seinem Einzug in den Deutschen Bundestag arbeitete Klüssendorf als Referent für den Lübecker Bürgermeister Jan Lindenau.
Am 25. Oktober 2021 wurde er in den Aufsichtsrat des VfB Lübeck gewählt, dem er bis Oktober 2024 angehörte.
Am rechten Unterarm trägt Klüssendorf aus Solidarität mit seinem Bruder eine von ihm entworfene Tätowierung, die die Straßenzüge der Lübecker Altstadtinsel zeigt. Das gleiche Motiv trägt der Bruder, ein Transmann, der mit Tattoos Narben von Angleichungsoperationen überdeckt.

## Politik
Im Alter von 15 Jahren trat Klüssendorf 2007 der SPD bei. Von 2010 bis 2012 war er Vorsitzender der Jusos Lübeck. 2013 wurde er in die Lübecker Bürgerschaft gewählt, der er bis 2018 angehörte. Er war jugendpolitischer Sprecher der SPD und Vorsitzender des Jugendhilfeausschusses. 2017 wurde er Wahlkampfmanager der Bürgermeisterkampagne von Jan Lindenau, in dessen Verwaltung er nach dem Wahlsieg als sein Referent arbeitete.
Als die langjährige SPD-Bundestagsabgeordnete aus Lübeck, Gabriele Hiller-Ohm, bei der Bundestagswahl 2021 nicht mehr antrat, wurde Klüssendorf im Februar 2021 zum Direktkandidaten der SPD im Wahlkreis Lübeck gewählt. Überraschend setzte er sich bei der Wahl gegen die bisherige Inhaberin des Direktmandats, Claudia Schmidtke (CDU), deutlich mit 34,4 % der Erststimmen durch und zog in den Bundestag ein. Im Bundestag ist Klüssendorf ordentliches Mitglied im Finanzausschuss und im Ausschuss für Digitales.
Im Juli 2022 erarbeitete er im Auftrag der Parlamentarische Linken in der SPD-Bundestagsfraktion ein Papier zur Notwendigkeit der Erhebung einer einmaligen Vermögensabgabe, um die Bewältigung der massiven krisenbedingten Lasten finanzieren zu können. Im August 2023 nahm Klüssendorf am Young Leader Programm der Atlantik-Brücke teil. Beim Bundesparteitag der SPD im Dezember 2023 erwirkte er, dass die Forderung nach einer einmaligen Krisenabgabe durch die höchsten Vermögen in Deutschland in den Leitantrag des Parteivorstandes aufgenommen wurde. Der Leitantrag wurde mit der Änderung angenommen. 2024 wurde er zum Sprecher der Parlamentarischen Linken in der SPD-Bundestagsfraktion gewählt.
Seit April 2024 ist Klüssendorf Kreisvorsitzender der SPD Lübeck in Doppelspitze mit Sandra Odendahl.
Bei der Bundestagswahl 2025 kandidierte Klüssendorf erneut für ein Direktmandat im Wahlkreis Lübeck und auf Platz 1 der SPD-Landesliste Schleswig-Holsteins. Mit 28,1 Prozent der abgegebenen Stimmen sicherte er sich erneut das Direktmandat und damit das einzige Direktmandat der SPD in Schleswig-Holstein.
Am 12. Mai 2025 wurde Klüssendorf zum kommissarischen Generalsekretär der SPD ernannt und beim Bundesparteitag am 27. Juni 2025 mit 90,76 Prozent der abgegebenen Stimmen ins Amt gewählt.
Klüssendorf ist unter anderem Mitglied der Gewerkschaft ver.di, der Arbeiterwohlfahrt, der SJD – Die Falken, des TuS Lübeck 93, des VfB Lübeck von 1919 und des Young-Leaders-Alumni-Netzwerkes der Atlantik-Brücke.